# Moravský morák
Moravský morák, též moravský voláč morák či voláč morák, je plemeno holuba domácího pocházející ze západní Moravy. Je to středně velký až větší holub se vzpřímenou postavou a velkým voletem, který je mezi českými národními plemeny výjimečný barvou opeření, chová se pouze v modrém mramorovaném zbarvení. Základem je světle popelavě šedá, která je zvláště na voleti, štítech křídel, zádech a spodní části těla mramorovaná či grošovaná. Právě díky podobnosti barvy tohoto voláče s místním rázem stříbrných krůt, v moravském nářečí morek, získal morák své jméno.
Je to vzácnější plemeno, chované spíše lokálně, v České republice bylo v roce 2012 drženo 196 kusů. V seznamu plemen EE a v českém vzorníku plemen náleží do plemenné skupiny voláčů a to pod číslem 0312.
Moravský morák pochází z moravské části Českomoravské vysočiny, především z oblasti Velkého Meziříčí, Žďáru nad Sázavou a Tišnova. Zde se choval již koncem 19. století. Původním cílem šlechtění byl holub větší velikosti pro zvýšení masné užitkovosti, moráci byli velmi otužilí, plodní, temperamentní a měli výbornou schopnost polaření, aktivně si hledali potravu v polích. Ke zvětšení velikosti byli moráci kříženi s pomořanským a hesenským voláčem. Plemeno bylo uznáno v roce 1950.
Je to statný voláč s dlouhým trup a širokou hrudí. Celková délka těla je až 47 cm. Postava je poměrně vzpřímená, trup je držen ve sklonu 45°, nohy jsou poněkud delší. Morák je největším zástupcem českých středních voláčů. Kulatá hlava je přiměřeně velká, oči jsou výrazné a jejich duhovka je oranžová až červená, oči jsou ohraničené úzkými, jemnými a tmavě šedými obočnicemi. Zobák je široce nasazený, středně dlouhý a černé barvy. Krk je nesený v ose trupu a musí být co nejdelší, to je totiž podmínka dobré volatosti. Ta je u moravského moráka velmi vyvinutá. Vole je hruškovité, ve své dolní části je mírně podvázané, směrem nahoru se rozšiřuje a pod zobákem je dobře přitažené. Zadní partie ptáka jsou spíše kratší. Křídla jsou přitažená k tělu, dobře kryjí celý hřbet, jejich konce nedosahují konce ocasu a nekříží se. Ocas je nesen v linii hřbetu, je středně dlouhý a nedotýká se země. Nohy jsou spíše delší, běháky a prsty jsou neopeřené a drápky jsou černé.
Moravský morák je typický svým zbarvením. Chová se v jediném barevném rázu, a to v modrém mramorovaném. Geneticky se jedná o modrého heterozygotního bělouše s pruhovou kresbou. Dominantní faktor grizzle není u moravských moráků vázan na pohlaví a způsobuje vybělení per, nejvíce na štítech křídelm na zádech a na spodní části těla ptáka. Základní barva peří je popelavě šedá s namodralým nádechem. Mramorování je tvořeno pravidelným vyběleným lemem jednotlivých per, které mají barevný střed. Na voleti je dále zelený lesk. Kresba by měla být co nejpravidelnější.
Současný moravský morák se chová především pro účely výstav, jako okrasné plemeno. Do značné míry si zachovává ostražitost, na chov je jednoduchý, holubi jsou plodní, sami a dobře odchovávají holoubata. Může se chovat jak ve voliérách, tak volně.